# Krowice
Krowice – wieś w Polsce położona w województwie kujawsko-pomorskim, w powiecie włocławskim, w gminie Lubraniec.

## Współczesność
W latach 1975–1998 miejscowość administracyjnie należała do województwa włocławskiego. Niewielka miejscowość położona przy drodze wojewódzkiej nr 270 Brześć Kujawski – Koło w odległości około 3 km od Lubrańca. Graniczy z 3 wioskami gminy Lubraniec: Bielawami, Lubrańcem Parcele i Redczem Kalnym oraz z gminą Brześć Kujawski. Jest typową wsią rolniczą. W 2004 roku oddana została do użytku, 3,5-kilometrowa droga asfaltowa łącząca wieś z Lubrańcem Parcele i drogą wojewódzką. We wsi jest przydrożna kapliczka z figurką Matki Boskiej pochodząca jeszcze sprzed II wojny światowej.

## Demografia
Mieszkają tu 184 osoby (81 kobiet i 103 mężczyzn, w tym: 44 dzieci i młodzieży – dane z marca 2011 r.). Głównym źródłem ich utrzymania jest rolnictwo. Gospodarują oni w 55 gospodarstwach o średniej powierzchni nieco ponad 6,2 ha; obejmujących swym zasięgiem ponad 343 ha.